# Muntanyisme
El muntanyisme (fer muntanya), excursionisme o trescar és la reiterada acció de fer excursions, molt vinculada amb el món de la muntanya i l'ascensió de les mateixes per pur plaer: senderisme, alpinisme, escalada, espeleologia, etc.
El muntanyisme pren importància a Catalunya a partir de finals del segle xix, amb la creació del Centre Excursionista de Catalunya. El muntanyisme o excursionisme es veia no solament com un esport, sinó també com una activitat cultural, i la manera de conèixer a fons la regió. Sovint, però no sempre, és un gran viatge i pot incloure fer acampada o no a l'exterior. Entre les diferents zones del món els costums d'aquesta activitat varien.

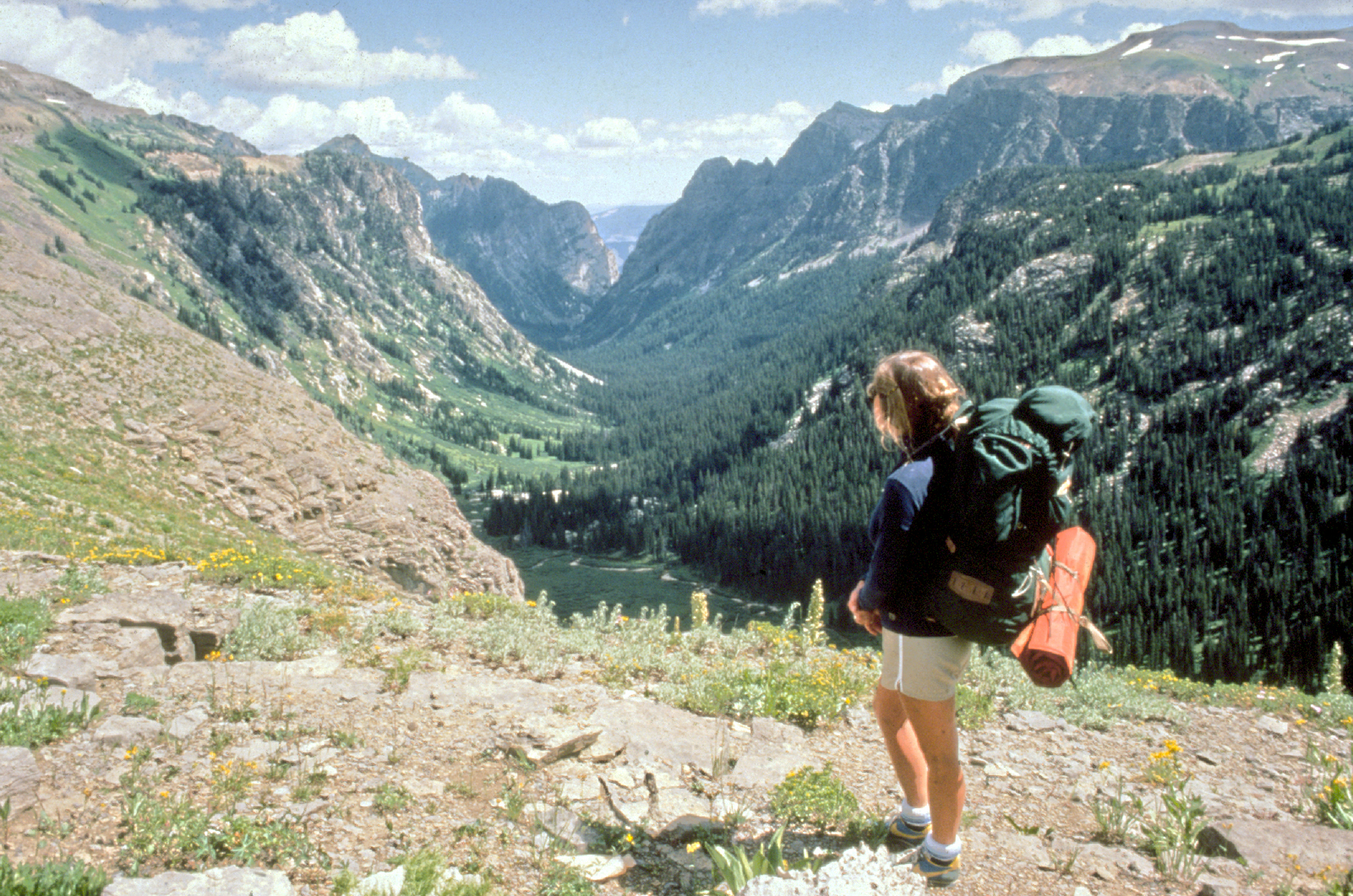
Trescant al Grand Teton National Park, Wyoming

## Aigua

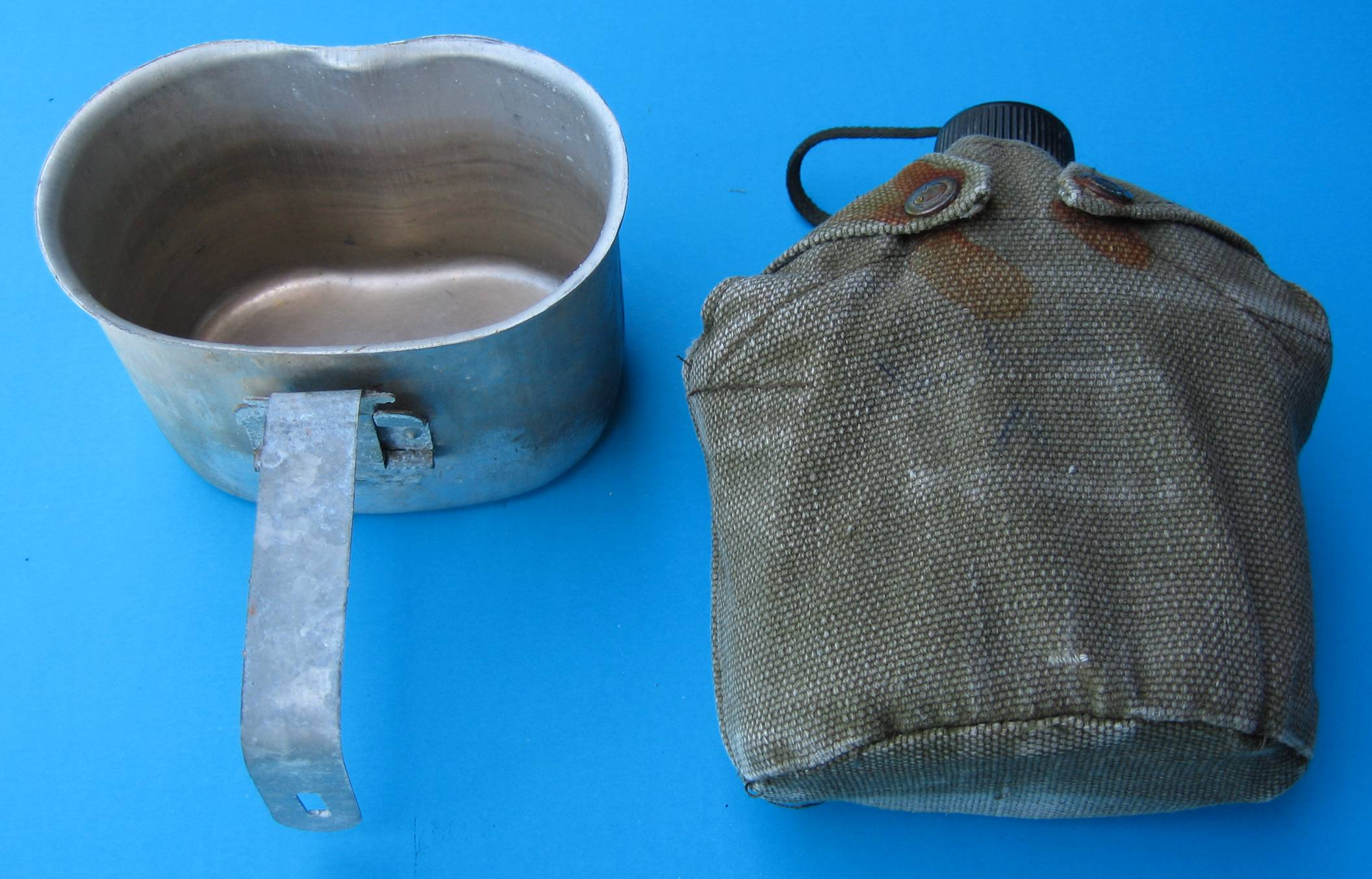
Cantimplora militar

Una adequada hidratació és crítica per a un exitòs turisme de motxilla. Segons les condicions - les quals inclouen la meteorologia, el terreny, la càrrega i l'edat i condició de l'excursionista - un motxiller necessita entre 2 i 8 litres d'aigua o més per dia. l'aigua resulta de molt pes. És impossible portar més d'uns pocs dies de subministrament. Els aprovisionaments d'aigua s'han de fer a mesura que s'avança i s'han de conèixer els punts d'aigua i la necessitat de filtrar-la o purificar-la. Els tractaments de les aigües inclouen bullir-la, usar productes químics com el clor i el iode, filtratge i tractament amb llum ultraviolada. Els pacs d'hidratació cada vegada són més populars.

## Alimentació

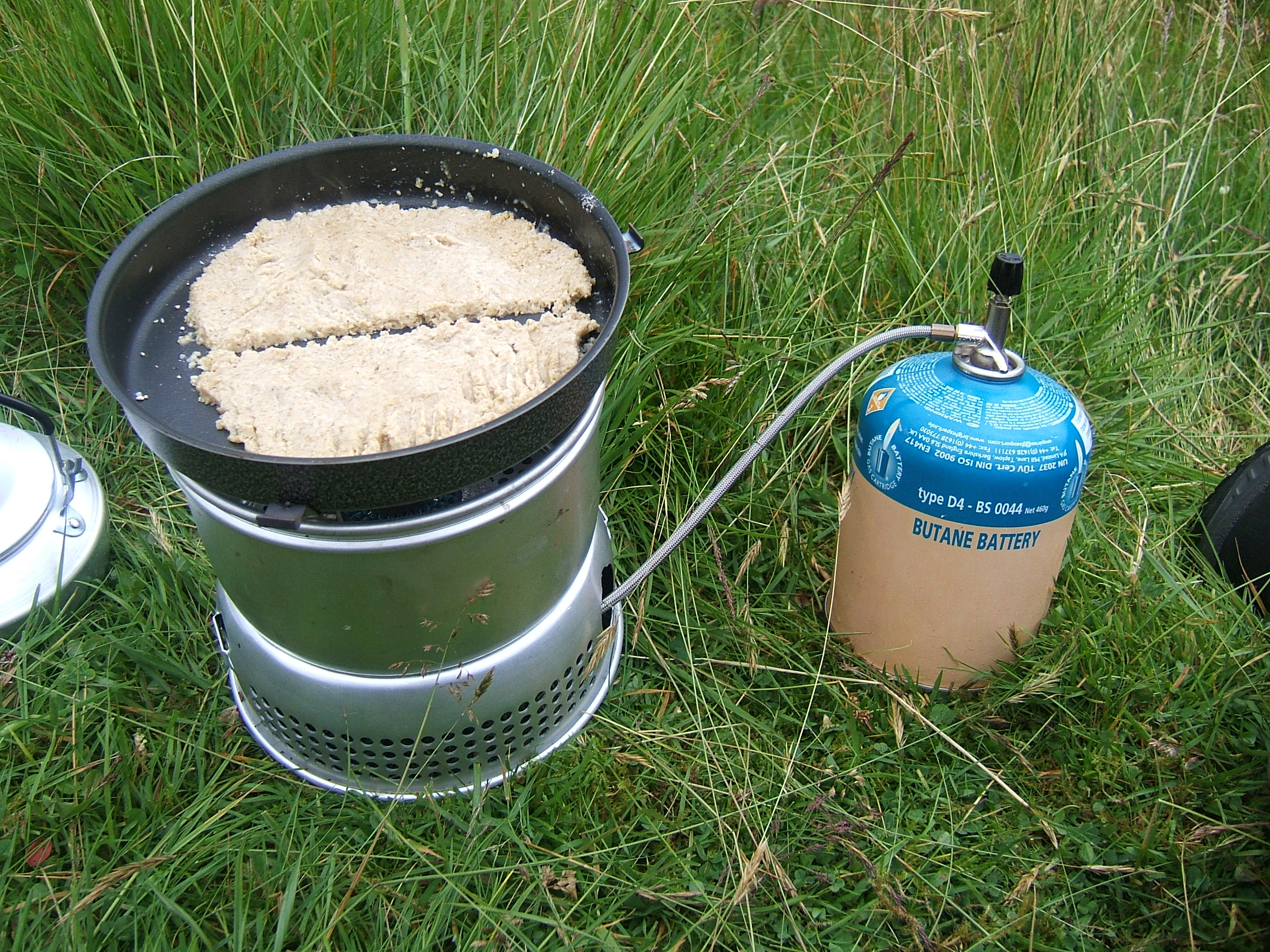
Galetes de civada

El turisme de motxilla consumeix molta energia. Cal suficient aliment per a poder mantenir l'energia i la salut. El pes és crític i, per tant, els conceptes d'energia dels aliments, el llarg període de consum i la baixa massa i volum són molt útils. Cada vegada més es prohibeix fer focs al camp per cuinar.